# Società Sportiva Cavese 1919 2002-2003
Questa pagina raccoglie le informazioni riguardanti la Società Sportiva Cavese 1919 nelle competizioni ufficiali della stagione 2002-2003.

## Stagione
In questa stagione, la Cavese conquistò il suo primo Scudetto Serie D.

## Rosa
| N. |                   | Ruolo | Calciatore         |
| -- | ----------------- | ----- | ------------------ |
|    | Italia (bandiera) | P     | Stefano Ambrosi    |
|    | Italia (bandiera) | D     | Antonio Abate      |
|    | Italia (bandiera) | D     | Rosario Chiariello |
|    | Italia (bandiera) | D     | Emanuele Gabrieli  |
|    | Italia (bandiera) | D     | Antonio Guarro     |
|    | Italia (bandiera) | D     | Maurizio Ianni     |
|    | Italia (bandiera) | D     | Enrico Curcio      |
|    | Italia (bandiera) | D     | Giorgio Minieri    |
|    | Italia (bandiera) | D     | Manuel Panini      |
|    | Italia (bandiera) | C     | Tony D'Amico       |
|    | Italia (bandiera) | C     | Luigi D'Aniello    |

| N. |                   | Ruolo | Calciatore                     |
| -- | ----------------- | ----- | ------------------------------ |
|    | Italia (bandiera) | C     | Maurizio Bisogno               |
|    | Italia (bandiera) | C     | Antonio Corradino              |
|    | Italia (bandiera) | C     | Gaetano Manco                  |
|    | Italia (bandiera) | C     | Benedetto Mangiapane           |
|    | Italia (bandiera) | A     | Francesco Micciola             |
|    | Italia (bandiera) | A     | Biagio Sansò                   |
|    | Italia (bandiera) | A     | Oscar Di Matteo                |
|    | Italia (bandiera) | A     | Fabio Di Vito                  |
|    | Italia (bandiera) | A     | Biagio Antonacci               |
|    | Italia (bandiera) | A     | Willians Bartolomeu dos Santos |

## Risultati

### Serie D

#### Poule scudetto
| Arbitro: | Gervasoni (Mantova) |

|                                   |                      |                                 |
| Corradino Sansò Di Matteo Di Vito | Tiri di rigore 4 – 2 | Ferraro Rivolta Maggi Marzocchi |